# Nokku kooli
Nokku kooli (en malayalam : കേരളം, nōkkukūli, /noːk:uku:li/) est une expression désignant un schéma d'extorsion répandu au sein des syndicats d'ouvriers du Kérala en Inde et qui impose le paiement de frais pour décharger une marchandise, y compris lorsque celle-ci ne nécessite pas l'intervention des ouvriers du syndicat. En Malayalam, nokku kooli signifie «frais de regard» ou «frais pour (simplement) regarder».
Malgré son abolition officielle par l'Etat du Kérala en 2018, des cas de Nokku kooli sont encore observés dans cette région de l'Inde, ce qui entâche le bilan souvent considéré positif du modèle de développement du Kérala (en).